# أفضل الأصدقاء

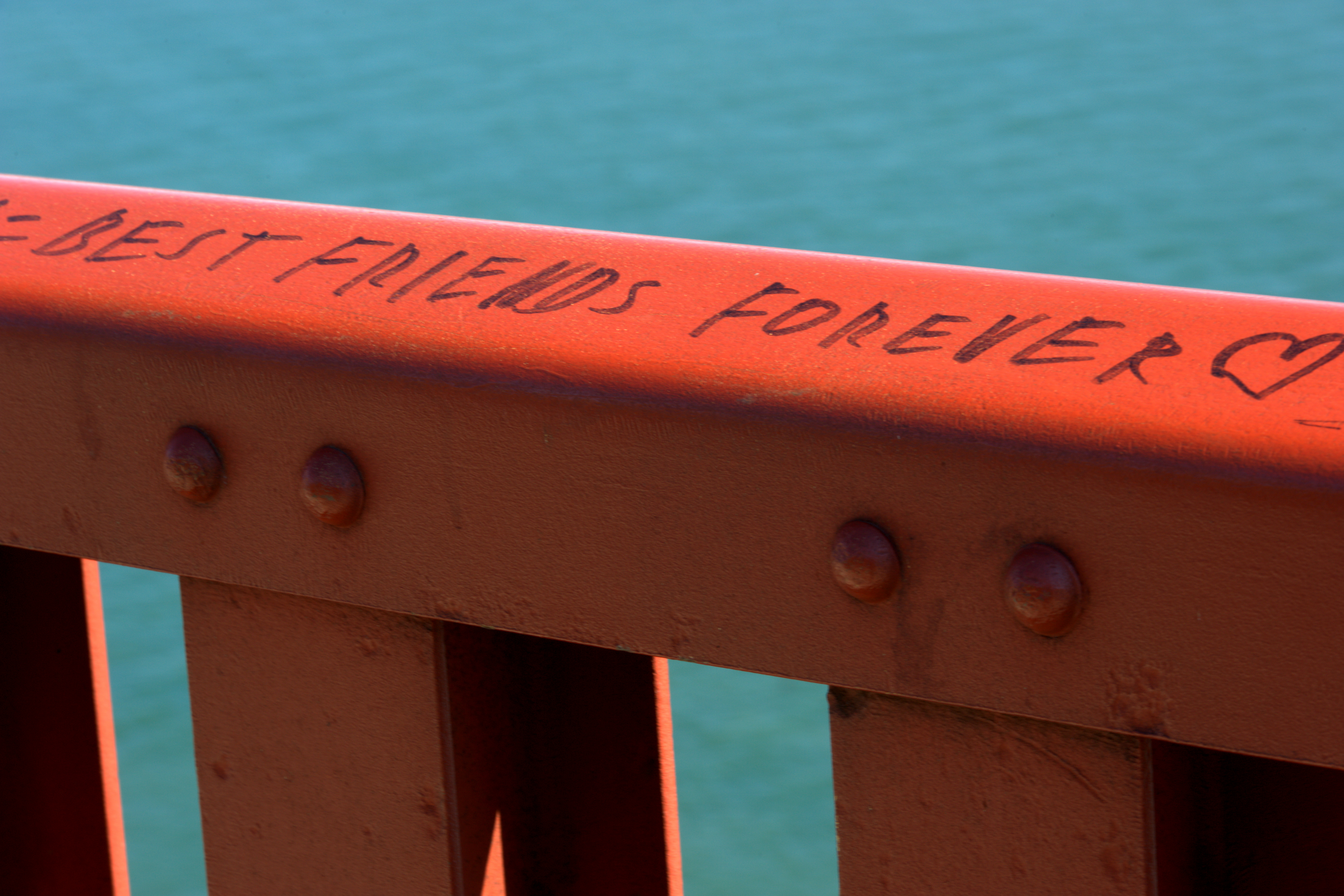

أفضل الأصدقاء هي جملة تصف علاقات الصداقة الوطيدة، تلك الكلمات (أفضل الأصدقاء للأبد) كتبها غليوم بومبيه على جسر البوابة الذهبية، أعز الأصدقاء للأبد هو مصطلح ينطبق على أعز شخص والذي يتميز بدوام الثقة، أعز الأصدقاء للأبد هم عادةً ما يكون لديهم صلات وثيقة وتجارب مشتركة كأن يلتحقوا المدرسة ذاتها أو يتبادلون الذوق الموسيقي نفسه.
تعد العلاقات الوطيدة بين الأصدقاء شائعة في مرحلة الثانوية وغالبًا ماتتراجع هذه العلاقات بينهم عند التحاقهم للجامعة. ومصطلح أعز الأصدقاء للأبد لا يعني بالضرورة التفرّد والاعتماد على شخص ما أو فلسفته تبعًا لمصطلح أعز صديق للأبد وإنما يكون لأكثر من صديق في الوقت ذاته.

## المنشأ
على الرغم من أن مفهوم امتلاك أو وجود أعز «صديق» هو خالدٌ إلا أنه باختصار فإن مصطلح أعز الأصدقاء للأبد أخذ ينتشر بسرعة بين الأصدقاء لينتهي بالتعبير عن مشاعرهم الإيجابية لبعضهم البعض إما أن يكون بالرسائل الفورية على الحاسوب أو بإرسال رسالة نصية على الهاتف. وقد أُضيف اختصار (أعز الأصدقاء للأبد) إلى قاموس أكسفورد الأمريكي الجديد في 16 أيلول عام 2015.
ويوضح القاموس أن اختصار (أعز الأصدقاء للأبد) أنشأ في عام 1996م.

## الأفكار الثقافية
وفقًا لدراسة استقصائية في فرنسا وضحت أن مفهوم الصداقة يشغل مكانًا معينًا على الشبكات الاجتماعية 0 هذه الدراسة تبعث على الاطمئنان وخاصة لدى الجيل الحالي الذي يعاني كثيرًا من الطلاق وبالتالي فإن الصداقة هي دليل على النجاح الاجتماعي والحياة المتوازنة، ووفقًا لإحصائية كبيرة في المملكة المتحدة في عام 2003 م وجدت بأن معدل الناس لديهم تسعة أصدقاء مقربون وفي المرحلة الابتدائية والمتوسطة غالبًا ماتستغرق أفضل الصداقات أقل من سنة دراسية.
ووصفت باربارا ديلنسكي بأن أعز صديقة للأبد هي " الصديقة التي لا يتوجب عليكِ رؤيتها كل يوم لتبقي على تواصل معها وهي الصديقة التي تحبك في حال كلمتها أو لا وهي الصديقة التي تتخلى عن كل شيء وتحاول السفر معكِ إن احتجتها.

## في مجال الإعلام
في عام 1997م وفي الموسم الثالث من مسلسل الأصدقاء أدت الممثلة (ليسا كودرو) في الحلقة الخامسة والعشرين شخصية فيبي بوفاي مستخدمة هذا المصطلح.
واستخدم مايكل سكوت هذا الاختصار أيضًا إس تو إي تو «لمكتب التلفزيوني الأمريكي»
```
وتعد باريس هيلتون هي من أعز الأصدقاء الجدد، حيث وضحت في 
تلفزيون
 الواقع التنافسي بأنها تبحث على صديقة عزيز لها للأبد. 
```

كانت سلسلة مسلسل أعز صديق للأبد مسلسلًا كوميديًا تلفزيونيًا أميريكي قدّ تم عرضه على قناة إن بي سي من 4 نسيان إلى 1 حزيران عام 2012م في عام 2009م، أطلقت خدمة الشبكات الاجتماعية ماي سبيس «أفضل صديق للأبد» سلسة تعرض ألعاب على الإنترنت تختبر مدى معرفة الأصدقاء لبعضهم البعض. وتعد حلقة أعز صديق للأبد (ساوث بارك) مأخوذة من العروض الكوميدية لساوث بارك
الذي عرض لأول مرة في 30 آذار عام 2005 بناءًا على قضية تيري شايفو.

## الدراسات الأكاديمية
```
تقول إيلين كينيدي – مور: إن الآباء يستطيعون مساعدة أبنائهم لحل الصراع بينهم وبين أصدقائهم وذلك باتباع استراتيجيات كالتعاطف معهم وعدم التشجيع على االعداوة وإصلاح العلاقات بينهم.
في عام 2010، كان مفهوم أعز صديق للأبد هو جزء من اتفاقية أعز صديق للأبد«لتشجيع الموقعون على العمل رغم ما بينهم من خلافات قبل التفرق»."
[
1
]
```

وذكر نيكولاس كريستاكيس وجيمس فاولر في مقالتهم«الصداقة والاختيار الطبيعي» في 14 تموز عام 2014 م بوجود ارتباط إيجابي بين علاقات الصداقة الوثيقة والإرث المشترك.
مما يدل إلى أن التشابه في الحمض النووي قد يكون أحد العوامل المسببة لإنشاء صداقات.
وفقًا لدراسات أجريت في جامعة أكسفورد ذكر تاماس ديفيد باريت وزملاءه أن هناك عدد كبير وغير معتاد من صور الملف الشخصي على الفيس بوك التي تظهر امرأتين. حيث أن هذا النمط موجود في كل منطقة من مناطق العالم. بعد إزالة الفرضيات البديلة انتهت الدراسة إلى أن تشكيل صداقات وثيقة هي صفة عالمية بين البشر وهناك فرق واضح بين الجنسين في الميل إلى تكوين صداقة دائمة وبالتالي هي السبب الأساسي للتطور.
يشير هذا إلى أن مفهوم أعز صديق للأبد وإن كان له مسميات أخرى إلا أنه يوجد في العديد من الثقافات التي تعود إلى زمن بعيد. وقد أظهرت الدراسات الحديثة أيضا إلى أن الأصدقاء المقربين يعاملون بعضهم كالأخوة طيلة حياتهم.
الأغراض التجارية:
استخدمت شركات مثل كوكاكولا هذا التعبير للترويج عن بعض منتجات الكولا الخاصة بهم.
```
كأن يكتب على عبواتها «تناول الكولا الدايت مع أعز صديق للأبد»
```